# Bruno Belhoste
Bruno Belhoste (* 14. Juni 1952) ist ein französischer Wissenschaftshistoriker. Er ist Professor für Wissenschaftsgeschichte an der Université Paris 1 Panthéon-Sorbonne und Direktor des Institut d'histoire moderne et contemporaine (IHMC).
Belhoste studierte in Paris mit dem Abschluss der Agrégation in Geschichte 1975. Danach war er Gymnasiallehrer in Tripolis (1976 bis 1978) in Libyen und 1978 bis 1986 am Lycée polyvalent in Chelles. Er wurde 1982 promoviert (Thèse de troisième cycle) und habilitierte sich 2001. Von 1986 bis 2003 war er Forschungsbeauftragter am Institut National de Recherche Pédagogique und 1998 bis 2002 Lehrbeauftragter an der École nationale des ponts et chaussées. 2003 bis 2007 war er Professor für Wissenschaftsgeschichte an der Universität Paris X in Nanterre und ab 2007 Professor an der Universität Paris Panthéon Sorbonne. Ab 2014 war er am IHMC.
2008 bis 2013 leitete er an der Sorbonne das Forschungsprojekt Modernités et Révolutions de l’Université. 1996 bis 2006 war er regelmäßig Gastwissenschaftler am Dibner Institut des MIT und 2009 bis 2014 am Max-Planck-Institut für Wissenschaftsgeschichte in Berlin. 2015 war er Gastwissenschaftler am Institut für Geschichte der Naturwissenschaften der Akademie der Wissenschaften in Peking.
Belhoste ist bekannt für seine Biographie von Augustin-Louis Cauchy. Er befasst sich insbesondere mit Mathematikgeschichte im 18. und 19. Jahrhundert in Frankreich, Geschichte von Institutionen und des Unterrichtswesens. Von ihm stammt eine Geschichte der École polytechnique von der Gründung bis ins 19. Jahrhundert, die auch eine zentrale Rolle in der Mathematikgeschichte spielt und in der Ausbildung der französischen Verwaltungseliten.
Er ist Mitglied des französischen Nationalkomitees für Wissenschaftsgeschichte.

## Schriften
- Joseph Liouville et le Collège de France. In: Revue d’histoire des sciences. Band 37, Nr. 3/4, 1984, ISSN 0151-4105, S. 255–304, (Online).
- Augustin-Louis Cauchy. A Biography. Springer New York NY u. a. 1991, ISBN 3-540-97220-X.
- als Herausgeber mit Amy Dahan-Dalmédico, Antoine Picon: La Formation polytechnicienne. 1794–1994. Dunod, Paris 1994, ISBN 2-10-002060-9.
- La Formation d’une technocratie. L’École polytechnique et ses élèves de la Révolution au Second Empire. Belin, Paris 2003, ISBN 2-7011-3523-0.
- als Herausgeber mit Nicole Edelman: Mesmer et mesmérismes. Le magnétisme animal en contexte. Omniscience, Montreuil 2015, ISBN 978-2-916097-57-2.
- Histoire de la science moderne. De la Renaissance aux Lumières. Armand Colin, Paris 2016, ISBN 978-2-200-61318-1.